# Santi Isidoro e Eurosia
Santi Isidoro e Eurosia, kallad La Chiesoletta (”den lilla kyrkan”), är en kyrkobyggnad i Rom, helgad åt den helige Isidor av Madrid (död 1130) och jungfrumartyren Eurosia av Jaca (död 870). Kyrkan är belägen vid Via delle Sette Chiese i Garbatella i quartiere Ostiense och tillhör församlingen San Filippo Neri in Eurosia.

## Beskrivning
Vid den tid då denna kyrka uppfördes, år 1818, utgjordes området fortfarande av landsbygd. Kyrkan byggdes på uppdrag av markägaren och prästen Nicola Maria De Nicolai för dennes arbetare. År 1889 inköptes den något förfallna kyrkan av oratorianprästen Generoso Calenzio, som lät restaurera den. Med tiden ansågs kyrkan vara för liten och en ny kyrka, San Filippo Neri, uppfördes i dess närhet.
Kyrkans pronaos är attribuerad åt Giuseppe Valadier. Det triangulära pedimentets tympanon har dedikationsinskriptionen: DIVIS ISIDORO ET EUROSIÆ DICATUM RURALIS VICINÆ ET SANCTAS BASILICAS OBEUNTIUM COMMODITATI NICOLAUS MARIA DE NICOLAIS FECIT ANNO MDCCCXVIII. Inne i pronaos finns tre reliefer, attribuerade åt Antonio Canova: Jungfru Maria med Barnet och Johannes Döparen, Kristi dop och Jesus och barnen.
På murväggen mot Via delle Sette Chiese sitter två medaljonger i relief, föreställande de heliga Carlo Borromeo och Filippo Neri; enligt legenden skall de ha träffats på denna plats år 1575. Mellan medaljongerna sitter en sten med namnet VIA PARADISI, en tidigare benämning på Via delle Sette Chiese.
Interiören har ett polykromt altare. Altarmålningen Jungfru Maria med Barnet och keruber är ett verk av Vincenzo Camuccini. Golvbeläggningen består av plattor i skiffer och vit marmor.

## Bilder
| - Kyrkans dedikationsinskription. - Murväggen mot Via delle Sette Chiese med medaljonger föreställande de heliga Carlo Borromeo och Filippo Neri. - Carlo Borromeo. - Filippo Neri. |